# Chimes of Freedom
Chimes of Freedom är en sång skrivne och komponerad av Bob Dylan, och inspelad av honom på albumet Another Side of Bob Dylan från 1964. Dylan inspirerades att skriva texten av Arthur Rimbauds poesi. I sångtexten hamnar två personer mitt i ett åskoväder som sångaren liknar vid "frihetens klockspel". I texten visar Dylan också sympati för alla människor som känner sig missförstådda, förvirrade, oskyldigt anklagade och förtryckta. En liveversion finns tillgänglig på albumet The Bootleg Series Vol. 7: No Direction Home: The Soundtrack.
The Byrds spelade in en förkortad version av sången till deras debutalbum Mr. Tambourine Man 1965. Den spelades även in av Bruce Springsteen (1988, släppt på EP-skivan Chimes of Freedom), och Jefferson Starship (2008). Sången döpte också välgörenhetsalbumet Chimes of Freedom: The Songs of Bob Dylan som lanserades 2012.
Den 19 juli 1988 spelade Bruce Springsteen och E-Street Band sången live då de gav konsert i Östberlin. Bland publiken tolkade många sångtexten som en önskan att DDR skulle falla.